# Nigella carpatha
Nigella carpatha är en ranunkelväxtart som beskrevs av P.Arne K. Strid. Nigella carpatha ingår i släktet nigellor, och familjen ranunkelväxter. Inga underarter finns listade i Catalogue of Life.